# Dibrugarh

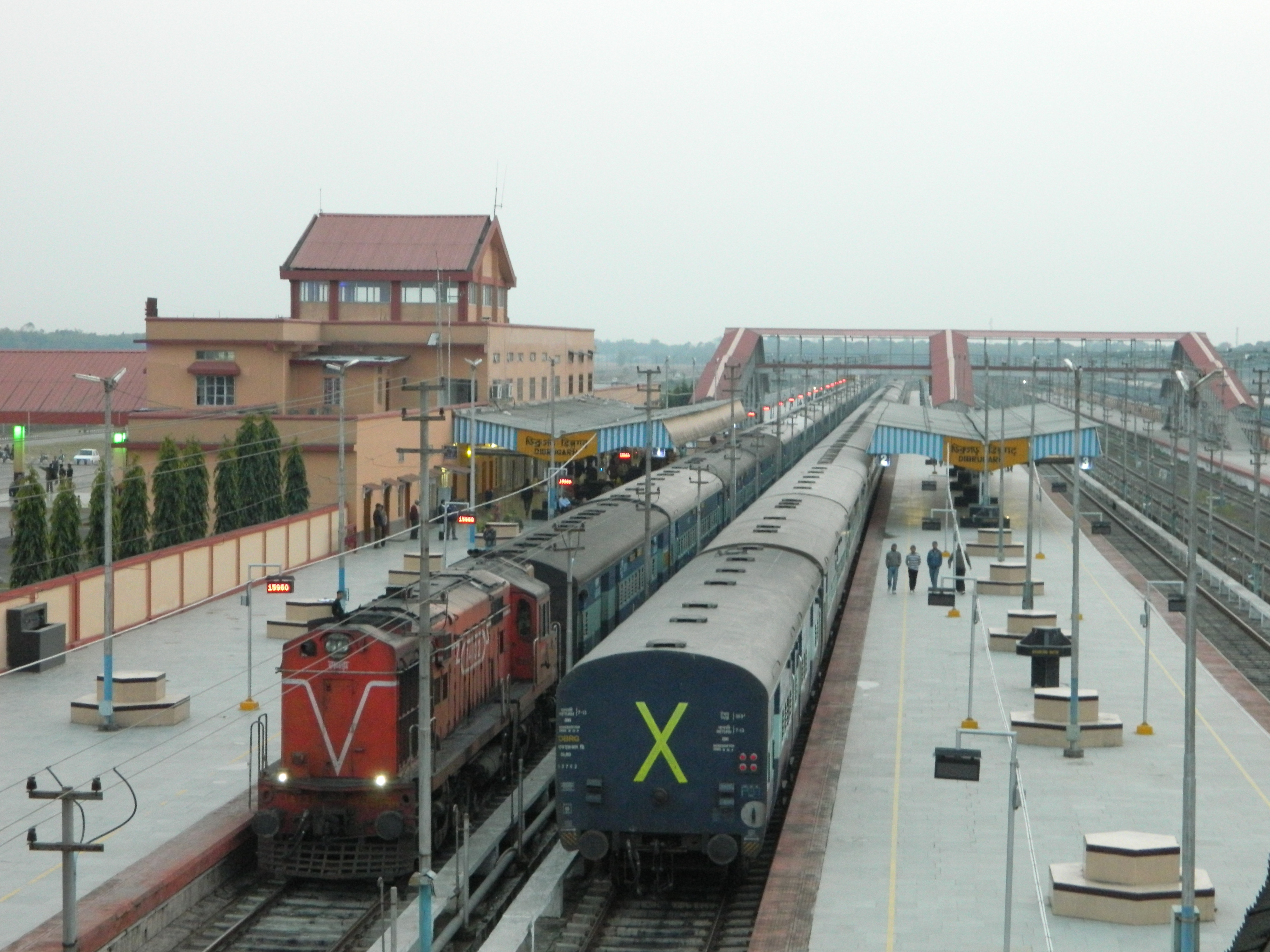
Järnvägsstationen i Dibrugarh.

Dibrugarh är en stad i den indiska delstaten Assam och är centralort i ett distrikt med samma namn. Folkmängden uppgick till 139 565 invånare vid folkräkningen 2011, med förorter 154 296 invånare.